# A Case of Eugenics
A Case of Eugenics è un cortometraggio muto del 1915 diretto e interpretato da Sidney Drew.

## Trama
Alla signora Newlywed piacciono così tanto i bambini che suo marito decide di regredire all'infanzia per fare in modo di avere le attenzioni della moglie.

## Produzione
Il film fu prodotto dalla Vitagraph Company of America.

## Distribuzione
Distribuito dalla General Film Company, il film - un cortometraggio in una bobina - uscì nelle sale cinematografiche statunitensi il 29 ottobre 1915. La Favorite Films lo distribuì in riedizione il 10 giugno 1918.